# John Fairbairn
John Fairbairn (ur. 28 grudnia 1983 w London) – kanadyjski skeletonista, brązowy medalista mistrzostw świata.

## Kariera
W zawodach Pucharu Świata zadebiutował 27 listopada 2010 roku w Whistler, zajmując jedenaste miejsce. Pierwsze podium wywalczył 15 stycznia 2011 roku w Igls, gdzie wraz z kolegami i koleżankami wygrał zawody drużynowe. Indywidualnie pierwszy raz w najlepszej trójce znalazł się 12 stycznia 2014 roku w Sankt Moritz, gdzie był trzeci. W zawodach tych wyprzedzili go jedynie dwaj Łotysze: Martins i Tomass Dukurs. W klasyfikacji generalnej sezonu 2013/2014 zajął ostatecznie ósme miejsce. W 2012 roku wystartował na mistrzostwach świata w Lake Placid, zdobywając brązowy medal w zawodach drużynowych. Na tych samych mistrzostwach był też dziesiąty w skeletonie. W 2014 roku wystartował na igrzyskach olimpijskich w Soczi, zajmując siódmą pozycję.